# Guy Forget
Guy Forget (Casablanca, 4 januari 1965) is een voormalig Frans toptennisser, die met zijn vaderland tweemaal (1991 en 1996) de Davis Cup won.
Forget werd professional in 1982, en beleefde zijn doorbraak vier jaar later toen hij in Toulouse zijn eerste toernooizege kon bijschrijven. In hetzelfde jaar won hij met de Franse nationale ploeg de World Team Cup. Zijn succesvolste jaar beleefde Forget in 1991, toen hij zes toernooizeges behaalde en mede daardoor in maart zijn hoogste ranking ooit realiseerde: een vierde plaats op de wereldranglijst.
In de finale van de strijd om de Davis Cup speelde hij een cruciale rol: hij won met Henri Leconte het dubbelspel en versloeg een dag later de hoger aangeslagen Pete Sampras, waardoor Frankrijk op een beslissende 3-1-voorsprong kwam.
Daarna is hij een hele periode ziek geweest.
Vijf jaar later won Forget zijn laatste titel in het enkelspel, in Marseille, en won hij met Guillaume Raoux het dubbelspel in de met 3-2 gewonnen finale van de strijd om de Davis Cup tegen Zweden. Forget speelde twaalf jaar voor Frankrijk in de Davis Cup, en sloot zijn loopbaan als DC-speler uiteindelijk af met een winst/verlies-score van 38-11.
Afscheid nam hij in 1997. Zijn erelijst vermeldt elf toernooizeges in het enkel- en 28 in het dubbelspel. Forget sloeg in zijn loopbaan aan prijzengeld een bedrag bijeen van US$ 5.669.934. Nadien trad hij in dienst van de Franse tennisbond, en was hij coach van zowel het Davis Cup- als het Fed Cup-team. Met die laatste ploeg triomfeerde hij in 2003.

## Palmares

### Enkelspel
| Nr.              | Datum             | Toernooi         | Ondergrond    | Tegenstander in finale | Score                      | Details |
| ---------------- | ----------------- | ---------------- | ------------- | ---------------------- | -------------------------- | ------- |
| Gewonnen finales |                   |                  |               |                        |                            |         |
| 1.               | 10 december 1986  | ATP Toulouse     | Hardcourt (i) | Jan Gunnarsson         | 4-6, 6-3, 6-2              | Details |
| 2.               | 5 maart 1989      | ATP Nancy        | Hardcourt (i) | Michiel Schapers       | 6-3, 7-6                   | Details |
| 3.               | 16 september 1990 | ATP Bordeaux     | Gravel        | Goran Ivanišević       | 6-4, 6-3                   | Details |
| 4.               | 13 januari 1991   | ATP Sydney       | Hardcourt     | Michael Stich          | 6-3, 6-4                   | Details |
| 5.               | 17 februari 1991  | ATP Brussel      | Tapijt (i)    | Andrei Cherkasov       | 6-3, 7-5, 3-6, 7-6         | Details |
| 6.               | 11 augustus 1991  | ATP Cincinnati   | Hardcourt     | Pete Sampras           | 2-6, 7-6(4), 6-4           | Details |
| 7.               | 15 september 1991 | ATP Bordeaux     | Hardcourt     | Olivier Delaître       | 6-1, 6-3                   | Details |
| 8.               | 6 oktober 1991    | ATP Toulouse     | Hardcourt (i) | Amos Mansdorf          | 6-2, 7-6(4)                | Details |
| 9.               | 3 november 1991   | ATP Parijs       | Tapijt (i)    | Pete Sampras           | 7-6(9), 4-6, 5-7, 6-4, 6-4 | Details |
| 10.              | 11 oktober 1992   | ATP Toulouse     | Hardcourt (i) | Petr Korda             | 6-3, 6-2                   | Details |
| 11.              | 18 februari 1996  | ATP Marseille    | Hardcourt (i) | Cédric Pioline         | 7-5, 6-4                   | Details |
| Verloren finales |                   |                  |               |                        |                            |         |
| 1.               | 12 november 1989  | ATP Wembley      | Tapijt (i)    | Michael Chang          | 2-6, 1-6, 1-6              | Details |
| 2.               | 22 april 1990     | ATP Nice         | Gravel        | Juan Aguilera          | 6-2, 3-6, 4-6              | Details |
| 3.               | 10 maart 1991     | ATP Indian Wells | Hardcourt     | Jim Courier            | 6-4, 3-6, 6-4, 3-6, 6-7(4) | Details |
| 4.               | 12 januari 1992   | ATP Sydney       | Hardcourt     | Emilio Sanchez         | 3-6, 4-6                   | Details |
| 5.               | 1 november 1992   | ATP Stockholm    | Tapijt (i)    | Goran Ivanišević       | 6-7(2), 6-4, 6-7(5), 2-6   | Details |
| 6.               | 8 november 1992   | ATP Parijs       | Tapijt (i)    | Boris Becker           | 6-7(3), 3-6, 6-3, 3-6      | Details |
| 7.               | 10 juli 1994      | ATP Bastad       | Gravel        | Sergi Bruguera         | 6-3, 5-7, 2-6, 1-6         | Details |
| 8.               | 18 juni 1995      | ATP Londen       | Gras          | Pete Sampras           | 6-7(3), 6-7(6)             | Details |

### Dubbelspel
| Nr.                           | Datum             | Toernooi              | Ondergrond    | Partner          | Tegenstanders in finale             | Score                   | Details |
| ----------------------------- | ----------------- | --------------------- | ------------- | ---------------- | ----------------------------------- | ----------------------- | ------- |
| Gewonnen finales heren dubbel |                   |                       |               |                  |                                     |                         |         |
| 1.                            | 11 oktober 1985   | ATP Stockholm         | Hardcourt (i) | Andrés Gómez     | Mike De Palmer Gary Donnelly        | 6-3, 6-4                | Details |
| 2.                            | 17 november 1985  | ATP Wembley           | Tapijt (i)    | Anders Järryd    | Boris Becker Slobodan Zivojinovic   | 7-5, 4-6, 7-5           | Details |
| 3.                            | 2 maart 1986      | ATP La Quinta         | Hardcourt     | Peter Fleming    | Yannick Noah Sherwoord Stewart      | 6-4, 6-3                | Details |
| 4.                            | 16 maart 1986     | ATP Metz              | Tapijt (i)    | Wojtek Fibak     | Francisco González Michiel Schapers | 2-6, 6-2, 6-4           | Details |
| 5.                            | 27 april 1986     | ATP Monte Carlo       | Gravel        | Yannick Noah     | Joakim Nyström Mats Wilander        | 6-4, 3-6, 6-4           | Details |
| 6.                            | 18 mei 1986       | ATP Rome              | Gravel        | Yannick Noah     | Mark Edmondson Sherwood Stewart     | 7-6, 6-2                | Details |
| 7.                            | 15 juni 1986      | ATP Londen            | Gras          | Kevin Curren     | Darren Cahill Mark Kratzmann        | 6-2, 7-6                | Details |
| 8.                            | 19 oktober 1986   | ATP Bazel             | Hardcourt (i) | Yannick Noah     | Jan Gunnarsson Tomáš Šmíd           | 7-6, 6-4                | Details |
| 9.                            | 8 februari 1987   | ATP Lyon              | Tapijt (i)    | Yannick Noah     | Kelly Jones David Pate              | 4-6, 6-3, 6-4           | Details |
| 10.                           | 22 februari 1987  | ATP Indian Wells      | Hardcourt     | Yannick Noah     | Boris Becker Eric Jelen             | 6-4, 7-6                | Details |
| 11.                           | 10 mei 1987       | ATP Forest Hills      | Gravel        | Yannick Noah     | Gary Donnelly Peter Fleming         | 4-6, 6-4, 6-1           | Details |
| 12.                           | 17 mei 1987       | ATP Rome              | Gravel        | Yannick Noah     | Miloslav Mečíř Tomáš Šmíd           | 6-2, 6-7, 6-3           | Details |
| 13.                           | 14 juni 1987      | ATP Londen            | Gras          | Yannick Noah     | Rick Leach Tim Pawsat               | 6-4, 6-4                | Details |
| 14.                           | 6 maart 1988      | ATP Indian Wells      | Hardcourt     | Boris Becker     | Jorge Lozano Todd Witsken           | 6-4, 6-4                | Details |
| 15.                           | 13 maart 1988     | ATP Orlando           | Hardcourt     | Yannick Noah     | Sherwoord Stewart Kim Warwick       | 6-4, 6-4                | Details |
| 16.                           | 17 april 1988     | ATP Nice              | Gravel        | Henri Leconte    | Heinz Günthardt Diego Nargiso       | 4-6, 6-3, 6-4           | Details |
| 17.                           | 25 februari 1990  | ATP Stuttgart         | Tapijt (i)    | Jakob Hlasek     | Michael Mortensen Tom Nijssen       | 6-3, 6-2                | Details |
| 18.                           | 11 maart 1990     | ATP Indian Wells      | Hardcourt     | Boris Becker     | Jim Grabb Patrick McEnroe           | 4-6, 6-4, 6-3           | Details |
| 19.                           | 26 augustus 1990  | ATP Long Island       | Hardcourt     | Jakob Hlasek     | Udo Riglewski Michael Stich         | 2-6, 6-3, 6-4           | Details |
| 20.                           | 14 oktober 1990   | ATP Tokio             | Tapijt (i)    | Jakob Hlasek     | Scott Davis David Plate             | 7-6, 7-5                | Details |
| 21.                           | 28 oktober 1990   | ATP Stockholm         | Tapijt (i)    | Jakob Hlasek     | John Fitzgerald Anders Järryd       | 6-4, 6-2                | Details |
| 22.                           | 25 november 1990  | ATP World Tour Finals | Hardcourt     | Jakob Hlasek     | Sergio Casal Emilio Sánchez         | 6-4, 7-6, 5-7, 6-4      | Details |
| 23.                           | 15 september 1991 | ATP Bordeaux          | Gravel        | Arnaud Boetsch   | Patrick Kuhnen Alexander Mronz      | 6-2, 6-2                | Details |
| 24.                           | 7 maart 1993      | ATP Indian Wells      | Hardcourt     | Henri Leconte    | Luke Jensen Scott Melville          | 6-4, 7-5                | Details |
| 25.                           | 19 juni 1994      | ATP Halle             | Gras          | Olivier Delaître | Henri Leconte Gary Muller           | 6-4, 6-7, 6-4           | Details |
| 26.                           | 28 augustus 1994  | ATP Long Island       | Hardcourt     | Olivier Delaître | Andrew Florent Mark Petchey         | 6-4, 7-6                | Details |
| 27.                           | 18 september 1994 | ATP Bordeaux          | Hardcourt     | Olivier Delaître | Diego Nargiso Guillaume Raoux       | 6-2, 2-6, 7-5           | Details |
| 28.                           | 19 februari 1995  | ATP Milaan            | Tapijt (i)    | Boris Becker     | Petr Korda Karel Nováček            | 6-2, 6-4                | Details |
| Verloren finales heren dubbel |                   |                       |               |                  |                                     |                         |         |
| 1.                            | 23 september 1984 | ATP Bordeaux          | Gravel        | Loïc Courteau    | Pavel Složil Blaine Willenborg      | 1-6, 4-6                | Details |
| 2.                            | 14 april 1985     | ATP Nice              | Gravel        | Loïc Courteau    | Claudio Panatta Pavel Složil        | 6-3, 3-6, 6-8           | Details |
| 3.                            | 9 februari 1986   | ATP Memphis           | Tapijt (i)    | Anders Järryd    | Ken Flach Robert Seguso             | 4-6, 6-4 6-7            | Details |
| 4.                            | 30 november 1986  | ATP Itaparica         | Hardcourt     | Loïc Courteau    | Chip Hooper Mike Leach              | 5-7, 3-6                | Details |
| 5.                            | 28 december 1986  | ATP World Tour Finals | Tapijt (i)    | Yannick Noah     | Stefan Edberg Anders Järryd         | 3-6, 6-7, 3-6           | Details |
| 6.                            | 7 juni 1987       | Roland Garros         | Gravel        | Yannick Noah     | Anders Järryd Robert Seguso         | 7-6, 7-6, 3-6, 4-6, 2-6 | Details |
| 7.                            | 12 juli 1987      | ATP Gstaad            | Gravel        | Loïc Courteau    | Jan Gunnarsson Tomáš Šmíd           | 6-7, 2-6                | Details |
| 8.                            | 16 oktober 1988   | ATP Toulouse          | Hardcourt (i) | Mansour Bahrami  | Tom Nijssen Ricki Osterthun         | 3-6, 4-6                | Details |
| 9.                            | 10 maart 1991     | ATP Indian Wells      | Hardcourt     | Henri Leconte    | Jim Courier Javier Sánchez          | 6-7, 6-3, 3-6           | Details |
| 10.                           | 14 juli 1991      | ATP Gstaad            | Gravel        | Jakob Hlasek     | Gary Muller Danie Visser            | 6-7, 4-6                | Details |
| 11.                           | 16 februari 1992  | ATP Brussel           | Tapijt (i)    | Jakob Hlasek     | Boris Becker John McEnroe           | 3-6, 2-6                | Details |
| 12.                           | 20 september 1992 | ATP Bordeaux          | Gravel        | Arnaud Boetsch   | Sergio Casal Emilio Sanchez         | 1-6, 4-6                | Details |
| 13.                           | 11 oktober 1992   | ATP Toulouse          | Hardcourt (i) | Henri Leconte    | Brad Pearce Byron Talbot            | 1-6, 6-3, 3-6           | Details |
| 14.                           | 15 oktober 1995   | ATP Ostrava           | Tapijt (i)    | Patrick Rafter   | Jonas Björkman Javier Frana         | 7-6, 4-6, 6-7           | Details |
| 15.                           | 3 maart 1996      | ATP Milaan            | Tapijt (i)    | Jakob Hlasek     | Andrea Gaudenzi Goran Ivanišević    | 4-6, 5-7                | Details |
| 16.                           | 12 mei 1996       | ATP Hamburg           | Hardcourt     | Henri Leconte    | Jim Courier Javier Sánchez          | 6-7, 6-3, 3-6           | Details |
| 17.                           | 9 juni 1996       | Roland Garros         | Gravel        | Jakob Hlasek     | Jevgeni Kafelnikov Daniel Vacek     | 2-6, 3-6                | Details |

## Resultaten grandslamtoernooien
| Legenda | Legenda                          |
| ------- | -------------------------------- |
| g.t.    | geen toernooi gehouden           |
| l.c.    | lagere categorie                 |
| –       | niet deelgenomen                 |
| G       | uitgeschakeld in de groepsfase   |
| 1R      | uitgeschakeld in de eerste ronde |
| 2R      | uitgeschakeld in de tweede ronde |
| 3R      | uitgeschakeld in de derde ronde  |
| 4R      | uitgeschakeld in de vierde ronde |
| KF      | uitgeschakeld in de kwartfinale  |
| HF      | uitgeschakeld in de halve finale |
| F       | de finale verloren               |
| W       | het toernooi gewonnen            |
| w-v     | winst/verlies-balans             |

### Enkelspel
| Toernooi              | 1982                        | 1983                        | 1984                        | 1985                        | 1986                        | 1987                        | 1988                        | 1989                        | 1990  | 1991  | 1992  | 1993 | 1994  | 1995  | 1996  | 1997 | w-v     |
| --------------------- | --------------------------- | --------------------------- | --------------------------- | --------------------------- | --------------------------- | --------------------------- | --------------------------- | --------------------------- | ----- | ----- | ----- | ---- | ----- | ----- | ----- | ---- | ------- |
| Grandslamtoernooien   |                             |                             |                             |                             |                             |                             |                             |                             |       |       |       |      |       |       |       |      |         |
| Australian Open       | 3R                          | –                           | 4R                          | 1R                          | g.t.                        | –                           | 2R                          | 1R                          | 2R    | KF    | 2R    | KF   | –     | 2R    | 1R    | 1R   | 16-12   |
| Roland Garros         | 3R                          | 1R                          | 1R                          | 1R                          | 4R                          | 1R                          | 3R                          | –                           | 3R    | 4R    | 2R    | –    | –     | 2R    | 3R    | –    | 16-12   |
| Wimbledon             | –                           | 1R                          | 3R                          | 1R                          | 1R                          | 4R                          | 1R                          | –                           | 4R    | KF    | KF    | –    | KF    | 2R    | 1R    | –    | 21-12   |
| US Open               | –                           | 1R                          | 1R                          | 2R                          | 2R                          | 3R                          | 2R                          | –                           | 1R    | 2R    | 4R    | –    | 2R    | 1R    | 4R    | –    | 13-12   |
| Winst-verlies         | 2-2                         | 0-3                         | 5-4                         | 1-4                         | 4-3                         | 5-3                         | 4-4                         | 0-1                         | 6-4   | 12-4  | 9-4   | 4-1  | 5-2   | 3-4   | 5-4   | 0-1  | 66-48   |
| Tennis Masters Cup    |                             |                             |                             |                             |                             |                             |                             |                             |       |       |       |      |       |       |       |      |         |
| ATP World Tour Finals | –                           | –                           | –                           | –                           | –                           | –                           | –                           | –                           | –     | –     | –     | –    | –     | –     | –     | –    | 0-0     |
| ATP Masters 1000      |                             |                             |                             |                             |                             |                             |                             |                             |       |       |       |      |       |       |       |      |         |
| Indian Wells          | Geen Masters 1000 Voor 1990 | Geen Masters 1000 Voor 1990 | Geen Masters 1000 Voor 1990 | Geen Masters 1000 Voor 1990 | Geen Masters 1000 Voor 1990 | Geen Masters 1000 Voor 1990 | Geen Masters 1000 Voor 1990 | Geen Masters 1000 Voor 1990 | 2R    | F     | 2R    | 1R   | –     | 2R    | 1R    | 1R   | 6-7     |
| Miami                 | Geen Masters 1000 Voor 1990 | Geen Masters 1000 Voor 1990 | Geen Masters 1000 Voor 1990 | Geen Masters 1000 Voor 1990 | Geen Masters 1000 Voor 1990 | Geen Masters 1000 Voor 1990 | Geen Masters 1000 Voor 1990 | Geen Masters 1000 Voor 1990 | 3R    | 4R    | –     | 4R   | –     | 2R    | 2R    | 1R   | 6-6     |
| Monte Carlo           | Geen Masters 1000 Voor 1990 | Geen Masters 1000 Voor 1990 | Geen Masters 1000 Voor 1990 | Geen Masters 1000 Voor 1990 | Geen Masters 1000 Voor 1990 | Geen Masters 1000 Voor 1990 | Geen Masters 1000 Voor 1990 | Geen Masters 1000 Voor 1990 | 3R    | 3R    | 3R    | 2R   | 1R    | 1R    | –     | –    | 5-6     |
| Rome                  | Geen Masters 1000 Voor 1990 | Geen Masters 1000 Voor 1990 | Geen Masters 1000 Voor 1990 | Geen Masters 1000 Voor 1990 | Geen Masters 1000 Voor 1990 | Geen Masters 1000 Voor 1990 | Geen Masters 1000 Voor 1990 | Geen Masters 1000 Voor 1990 | KF    | –     | 1R    | –    | –     | –     | 1R    | –    | 3-3     |
| Hamburg               | Geen Masters 1000 Voor 1990 | Geen Masters 1000 Voor 1990 | Geen Masters 1000 Voor 1990 | Geen Masters 1000 Voor 1990 | Geen Masters 1000 Voor 1990 | Geen Masters 1000 Voor 1990 | Geen Masters 1000 Voor 1990 | Geen Masters 1000 Voor 1990 | HF    | –     | –     | 1R   | –     | –     | 1R    | –    | 4-3     |
| Montréal/Toronto      | Geen Masters 1000 Voor 1990 | Geen Masters 1000 Voor 1990 | Geen Masters 1000 Voor 1990 | Geen Masters 1000 Voor 1990 | Geen Masters 1000 Voor 1990 | Geen Masters 1000 Voor 1990 | Geen Masters 1000 Voor 1990 | Geen Masters 1000 Voor 1990 | –     | –     | –     | –    | –     | –     | 1R    | –    | 0-1     |
| Cincinnati            | Geen Masters 1000 Voor 1990 | Geen Masters 1000 Voor 1990 | Geen Masters 1000 Voor 1990 | Geen Masters 1000 Voor 1990 | Geen Masters 1000 Voor 1990 | Geen Masters 1000 Voor 1990 | Geen Masters 1000 Voor 1990 | Geen Masters 1000 Voor 1990 | 3R    | W     | 2R    | –    | –     | 1R    | –     | –    | 7-3     |
| Stuttgart             | Geen Masters 1000 Voor 1990 | Geen Masters 1000 Voor 1990 | Geen Masters 1000 Voor 1990 | Geen Masters 1000 Voor 1990 | Geen Masters 1000 Voor 1990 | Geen Masters 1000 Voor 1990 | Geen Masters 1000 Voor 1990 | Geen Masters 1000 Voor 1990 | 3R    | 3R    | F     | –    | 2R    | 1R    | –     | –    | 7-5     |
| Parijs                | Geen Masters 1000 Voor 1990 | Geen Masters 1000 Voor 1990 | Geen Masters 1000 Voor 1990 | Geen Masters 1000 Voor 1990 | Geen Masters 1000 Voor 1990 | Geen Masters 1000 Voor 1990 | Geen Masters 1000 Voor 1990 | Geen Masters 1000 Voor 1990 | 3R    | W     | F     | –    | 3R    | 3R    | 1R    | –    | 18-9    |
| Olympische Spelen     |                             |                             |                             |                             |                             |                             |                             |                             |       |       |       |      |       |       |       |      |         |
| Olympische Spelen     | g.t.                        | g.t.                        | KF                          | g.t.                        | g.t.                        | g.t.                        | 3R                          | g.t.                        | g.t.  | g.t.  | 2R    | g.t. | g.t.  | g.t.  | –     | g.t. | 5-3     |
| Statistieken          |                             |                             |                             |                             |                             |                             |                             |                             |       |       |       |      |       |       |       |      |         |
| Totaal aantal titels  | 0                           | 0                           | 0                           | 0                           | 1                           | 0                           | 0                           | 1                           | 1     | 6     | 1     | 0    | 0     | 0     | 1     | 0    | 11      |
| Totaal winst-verlies  | 16-13                       | 7-23                        | 17-14                       | 18-21                       | 34-23                       | 22-20                       | 24-19                       | 15-10                       | 40-23 | 63-21 | 47-23 | 9-9  | 22-17 | 19-26 | 25-23 | 0-5  | 378-290 |
| Eindejaarsranking     |                             | 70                          | 36                          | 61                          | 25                          | 54                          | 48                          | 36                          | 16    | 7     | 11    | 158  | 40    | 71    | 51    | 1121 |         |

### Mannendubbelspel
| Toernooi              | 1982                        | 1983                        | 1984                        | 1985                        | 1986                        | 1987                        | 1988                        | 1989                        | 1990  | 1991  | 1992  | 1993 | 1994 | 1995  | 1996  | 1997 | 1998 | 1999 | 2000 | w-v     |
| --------------------- | --------------------------- | --------------------------- | --------------------------- | --------------------------- | --------------------------- | --------------------------- | --------------------------- | --------------------------- | ----- | ----- | ----- | ---- | ---- | ----- | ----- | ---- | ---- | ---- | ---- | ------- |
| Grandslamtoernooien   |                             |                             |                             |                             |                             |                             |                             |                             |       |       |       |      |      |       |       |      |      |      |      |         |
| Australian Open       | –                           | –                           | 1R                          | 2R                          | g.t.                        | –                           | 3R                          | 2R                          | 2R    | 1R    | –     | –    | –    | –     | HF    | –    | –    | –    | –    | 9-6     |
| Roland Garros         | 1R                          | –                           | 3R                          | 2R                          | 3R                          | F                           | 1R                          | –                           | 1R    | 3R    | 2R    | –    | 2R   | 3R    | F     | –    | 1R   | 2R   | 2R   | 23-15   |
| Wimbledon             | –                           | –                           | –                           | –                           | 3R                          | KF                          | KF                          | –                           | 3R    | –     | HF    | –    | –    | KF    | KF    | 1R   | –    | –    | –    | 20-8    |
| US Open               | –                           | –                           | 1R                          | 2R                          | KF                          | 1R                          | 3R                          | –                           | KF    | –     | –     | –    | 2R   | –     | HF    | –    | –    | –    | –    | 13-8    |
| Winst-verlies         | 0-1                         | 0-0                         | 2-3                         | 3-3                         | 7-3                         | 8-3                         | 7-4                         | 1-1                         | 6-4   | 2-2   | 5-2   | 0-0  | 2-2  | 5-2   | 16-4  | 0-1  | 0-1  | 1-1  | 1-1  | 65-37   |
| Tennis Masters Cup    |                             |                             |                             |                             |                             |                             |                             |                             |       |       |       |      |      |       |       |      |      |      |      |         |
| ATP World Tour Finals | –                           | –                           | –                           | –                           | F                           | –                           | –                           | –                           | W     | –     | –     | –    | –    | –     | –     | –    | –    | –    | –    | 9-1     |
| ATP Masters 1000      |                             |                             |                             |                             |                             |                             |                             |                             |       |       |       |      |      |       |       |      |      |      |      |         |
| Indian Wells          | Geen Masters 1000 Voor 1990 | Geen Masters 1000 Voor 1990 | Geen Masters 1000 Voor 1990 | Geen Masters 1000 Voor 1990 | Geen Masters 1000 Voor 1990 | Geen Masters 1000 Voor 1990 | Geen Masters 1000 Voor 1990 | Geen Masters 1000 Voor 1990 | W     | F     | 2R    | W    | –    | KF    | 2R    | 1R   | –    | –    | –    | 17-5    |
| Miami                 | Geen Masters 1000 Voor 1990 | Geen Masters 1000 Voor 1990 | Geen Masters 1000 Voor 1990 | Geen Masters 1000 Voor 1990 | Geen Masters 1000 Voor 1990 | Geen Masters 1000 Voor 1990 | Geen Masters 1000 Voor 1990 | Geen Masters 1000 Voor 1990 | HF    | 2R    | –     | –    | –    | –     | 2R    | –    | –    | –    | –    | 3-3     |
| Monte Carlo           | Geen Masters 1000 Voor 1990 | Geen Masters 1000 Voor 1990 | Geen Masters 1000 Voor 1990 | Geen Masters 1000 Voor 1990 | Geen Masters 1000 Voor 1990 | Geen Masters 1000 Voor 1990 | Geen Masters 1000 Voor 1990 | Geen Masters 1000 Voor 1990 | KF    | –     | KF    | 1R   | 1R   | HF    | –     | –    | –    | –    | –    | 6-5     |
| Rome                  | Geen Masters 1000 Voor 1990 | Geen Masters 1000 Voor 1990 | Geen Masters 1000 Voor 1990 | Geen Masters 1000 Voor 1990 | Geen Masters 1000 Voor 1990 | Geen Masters 1000 Voor 1990 | Geen Masters 1000 Voor 1990 | Geen Masters 1000 Voor 1990 | 1R    | –     | 2R    | –    | –    | –     | 1R    | –    | –    | –    | –    | 1-3     |
| Hamburg               | Geen Masters 1000 Voor 1990 | Geen Masters 1000 Voor 1990 | Geen Masters 1000 Voor 1990 | Geen Masters 1000 Voor 1990 | Geen Masters 1000 Voor 1990 | Geen Masters 1000 Voor 1990 | Geen Masters 1000 Voor 1990 | Geen Masters 1000 Voor 1990 | KF    | –     | –     | –    | –    | –     | F     | –    | –    | –    | –    | 4-2     |
| Montréal/Toronto      | Geen Masters 1000 Voor 1990 | Geen Masters 1000 Voor 1990 | Geen Masters 1000 Voor 1990 | Geen Masters 1000 Voor 1990 | Geen Masters 1000 Voor 1990 | Geen Masters 1000 Voor 1990 | Geen Masters 1000 Voor 1990 | Geen Masters 1000 Voor 1990 | –     | –     | –     | –    | –    | –     | 1R    | –    | –    | –    | –    | 0-1     |
| Cincinnati            | Geen Masters 1000 Voor 1990 | Geen Masters 1000 Voor 1990 | Geen Masters 1000 Voor 1990 | Geen Masters 1000 Voor 1990 | Geen Masters 1000 Voor 1990 | Geen Masters 1000 Voor 1990 | Geen Masters 1000 Voor 1990 | Geen Masters 1000 Voor 1990 | HF    | 1R    | HF    | –    | –    | 1R    | –     | –    | –    | –    | –    | 6-4     |
| Stuttgart             | Geen Masters 1000 Voor 1990 | Geen Masters 1000 Voor 1990 | Geen Masters 1000 Voor 1990 | Geen Masters 1000 Voor 1990 | Geen Masters 1000 Voor 1990 | Geen Masters 1000 Voor 1990 | Geen Masters 1000 Voor 1990 | Geen Masters 1000 Voor 1990 | W     | –     | –     | –    | –    | 2R    | 2R    | –    | –    | –    | –    | 5-2     |
| Parijs                | Geen Masters 1000 Voor 1990 | Geen Masters 1000 Voor 1990 | Geen Masters 1000 Voor 1990 | Geen Masters 1000 Voor 1990 | Geen Masters 1000 Voor 1990 | Geen Masters 1000 Voor 1990 | Geen Masters 1000 Voor 1990 | Geen Masters 1000 Voor 1990 | KF    | 1R    | –     | –    | –    | 2R    | 2R    | –    | –    | –    | –    | 2-4     |
| Olympische Spelen     |                             |                             |                             |                             |                             |                             |                             |                             |       |       |       |      |      |       |       |      |      |      |      |         |
| Olympische Spelen     | g.t.                        | g.t.                        | g.t.                        | g.t.                        | g.t.                        | g.t.                        | KF                          | g.t.                        | g.t.  | g.t.  | 2R    | g.t. | g.t. | g.t.  | –     | g.t. | g.t. | g.t. | –    | 3-2     |
| Statistieken          |                             |                             |                             |                             |                             |                             |                             |                             |       |       |       |      |      |       |       |      |      |      |      |         |
| Totaal aantal titels  | 0                           | 0                           | 0                           | 2                           | 6                           | 5                           | 3                           | 0                           | 6     | 1     | 0     | 1    | 3    | 1     | 0     | 0    | 0    | 0    | 0    | 28      |
| Totaal winst-verlies  | 0-2                         | 9-6                         | 5-5                         | 20-11                       | 76-21                       | 54-16                       | 40-14                       | 7-7                         | 55-16 | 20-14 | 29-16 | 8-3  | 15-5 | 29-17 | 36-19 | 1-5  | 0-1  | 1-1  | 1-1  | 406-180 |
| Eindejaarsranking     |                             | 717                         | 217                         | 23                          | 8                           | 6                           | 15                          | 152                         | 4     | 84    | 29    | 114  | 96   | 32    | 14    | 565  | 1384 | 652  | 463  |         |